# Port Arthur (Tasmanie)
Pour les articles homonymes, voir Port Arthur.

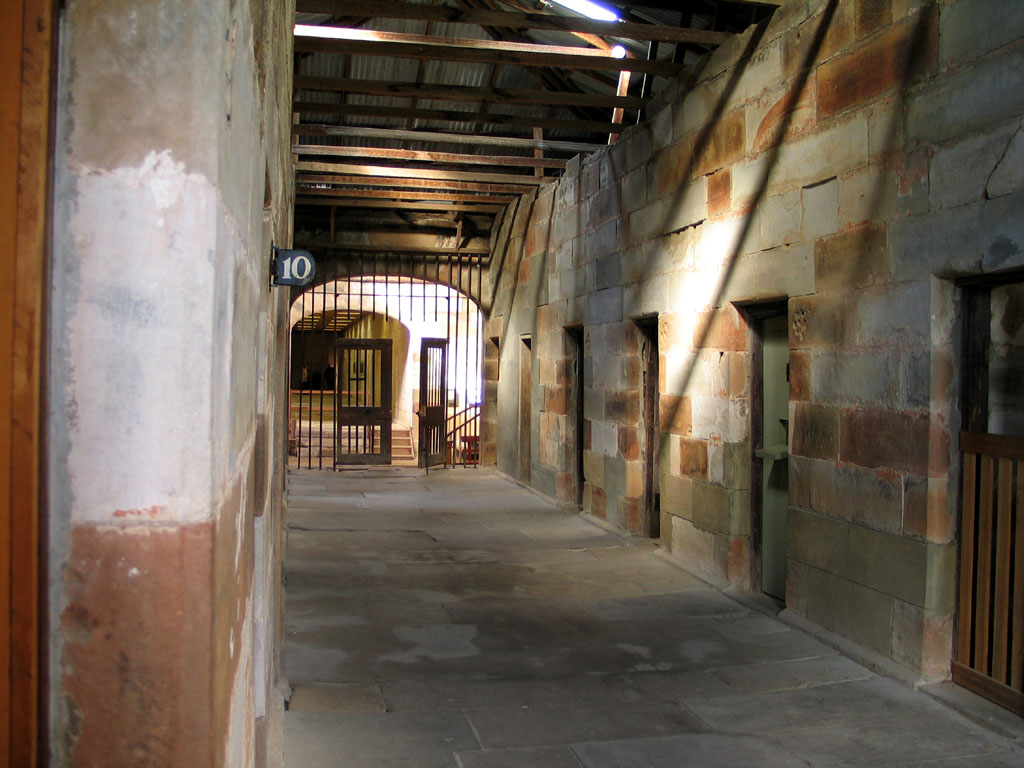
Intérieur de la prison, Port Arthur, Tasmanie

Port Arthur (499 habitants) est un petit village et un ancien centre pénitentiaire situé sur la presqu'île Tasman, en Tasmanie, en Australie. Il est situé approximativement à 60 km au sud-est de Hobart, la capitale de l'État. Port Arthur est un des lieux les plus chargés d'histoire d'Australie et l'un des plus beaux sites touristiques de Tasmanie.
Les sites de bagnes australiens (y compris Port Arthur) sont une sélection de onze colonies pénitentiaires, sur le territoire australien, ils sont inscrits depuis 2010 sur la liste du patrimoine mondial. De 1833 à 1877, 12 500 forçats ont été envoyés par les Britanniques à Port Arthur pour y être emprisonnés et utilisés comme main-d'œuvre.

## Description
La ville doit son nom au lieutenant-général George Arthur, ancien gouverneur de l'État.
L'endroit fut d'abord le siège d'une exploitation forestière en 1830 puis à partir de 1833 jusque dans les années 1850, ce fut le célèbre centre pénitentiaire qui s'y installa : on y envoyait les prisonniers les plus lourdement condamnés, ceux qui avaient été recondamnés après leur arrivée en Australie, les prisonniers difficiles des autres centres de détention.
La prison était sécurisée naturellement car la péninsule Tasman était entourée par des eaux infestées de requins et n'était reliée à la Tasmanie que par l'isthme de
"Eaglehawk Neck", un long passage de 30 m de large, entrecoupé de barrières, de contrôles de gardiens et de chiens de garde.
Les contacts entre les marins et les prisonniers étaient interdits et tous les navires qui arrivaient sur la presqu'île devaient déposer dans une consigne voiles et rames pour éviter un départ sans contrôle.
La prison fut fermée en 1877 et la région changea de nom (devint Carnavon), fut vendue en 1880 et des civils s'y installèrent. En 1895 et 1897 des incendies détruisirent les bâtiments pénitentiaires et une nouvelle ville fut construite.
Très rapidement le tourisme se développa et l'histoire de la prison attira tellement de touristes que la ville reprit son nom de Port Arthur en 1927, que les nouveaux bâtiments furent déplacés, que les anciens bâtiments furent dégagés de la végétation et restaurés, qu'un musée contenant les souvenirs, les écrits, les tenues, les outils des prisonniers a été ouvert.
Depuis 1987, le site est géré par l'« autorité du site historique de Port Arthur », une émanation du gouvernement tasmanien.

## Massacre de Port Arthur
Le 29 avril 1996, Martin Bryant a tué 35 personnes et blessé 37 autres, avant d'être capturé par les forces spéciales de la police. Cet évènement a eu pour conséquence l'interdiction des pistolets et fusils semi-automatiques en Australie (gouvernement Howard). Martin Bryant purge aujourd'hui une condamnation à perpétuité réelle pour ce crime.
|  |
|  |

## Climat
Port Arthur possède un climat océanique (Köppen: Cfb), avec des étés vraiment doux et des hivers frais et  humides. Les temps maximales varient de 18,9 ºC en février à 11,0 ºC en juillet; tandis que les temps minimales rangent de 11,2 ºC en février à 5,7 ºC en juillet. La pluviométrie moyenne est modérément abondante: (1 148,6 mm), et très fréquente (il y a 201.2 jours pluvieux par an). Le village n'est pas ensoleillé, parce qu'il expérience 206.1 jours nuageux et seulement 32.7 jours clairs annuellement. La température la plus élevée enregistrée est de 37,0 ºC le 3 janvier 1991, tandis que la température la plus basse est de −0,5 ºC le 25 juillet 1986 et le 19 septembre 1994.
| Mois                                  | jan.    | fév.      | mars      | avril    | mai      | juin      | jui.      | août      | sep.      | oct.      | nov.      | déc.      | année           |
| ------------------------------------- | ------- | --------- | --------- | -------- | -------- | --------- | --------- | --------- | --------- | --------- | --------- | --------- | --------------- |
| Température minimale moyenne (°C)     | 10,9    | 11,2      | 10,5      | 9,2      | 7,8      | 6,1       | 5,7       | 5,7       | 6,3       | 7,2       | 8,4       | 9,6       | 8,2             |
| Température maximale moyenne (°C)     | 18,6    | 18,9      | 17,5      | 15,6     | 13,4     | 11,4      | 11        | 11,7      | 13,1      | 14,3      | 15,7      | 16,9      | 14,8            |
| Record de froid (°C) date du record   | 3 1992  | 5 1988    | 2,7 1995  | 2,2 1991 | 0,6 1982 | −0,4 1983 | −0,5 1986 | 0,6 1994  | −0,5 1994 | 0,5 1989  | 1,8 1994  | 3 2001    | −0,5 19/09/1994 |
| Record de chaleur (°C) date du record | 37 1991 | 36,1 1982 | 33,2 2000 | 26 2002  | 22 1997  | 17,8 2002 | 17 2002   | 19,7 1994 | 27 1987   | 28,5 1987 | 30,6 1988 | 34,4 1994 | 37 03/01/1991   |
| Précipitations (mm)                   | 91,8    | 61,8      | 91,2      | 95,8     | 81,9     | 109,9     | 110       | 123,1     | 105,9     | 102,9     | 80        | 96,8      | 1 148,6         |
| Nombre de jours avec précipitations   | 14,1    | 12,4      | 15,7      | 16,3     | 17,6     | 18,2      | 18,3      | 18,8      | 18,1      | 18,4      | 16,7      | 16,6      | 201,2           |
| Humidité relative (%)                 | 65      | 64        | 67        | 69       | 70       | 72        | 71        | 67        | 65        | 65        | 66        | 67        | 67              |

## Culture et patrimoine

### Dans la littérature
On trouve une description de la colonie pénitentiaire de Port Arthur dans le roman Les Frères Kip de Jules Verne, lieu de détention des héros.

### Sources
- Statistiques sur Port Arthur.